# Виноградский, Николай Ильич
Никола́й Ильи́ч Виногра́дский (1833 — 14 января 1904) — подольский губернский предводитель дворянства, полковник.
Православный. Из дворян Подольской губернии.
17 марта 1851 года вступил в службу фейерверкером в 1-ю горную батарею Кавказской гренадерской артиллерийской бригады. В 1854 году был произведен в прапорщики и переведен в Дербентский артиллерийский гарнизон. Затем служил в 18-й и 20-й артиллерийских бригадах, участвовал в делах против горцев и за отличие был награждён орденом святого Станислава 3-й степени с мечами.
В 1861 году окончил курс Николаевской академии Генерального штаба и был отправлен в штаб генерал-фельдцейхмейстера великого князя Михаила Николаевича. В 1868 году за отличие по службе награждён орденом святого Станислава 2-й степени с мечами. В 1870 году был причислен к Генеральному штабу и назначен для занятий в Кавказский военный округ. В 1871 году назначен помощником начальника войскового штаба Кубанского казачьего войска.
В 1873 году был уволен от службы по домашним обстоятельствам, с чином полковника. В 1883 году был назначен Ямпольским уездным предводителем дворянства, а в 1894 году — Подольским губернским предводителем дворянства, в каковой должности пробыл одно трехлетие. Участвовал в комиссиях по вопросам, касающимся дворянства и земства. Состоял членом многих благотворительных и просветительных учреждений и обществ. Из наград имел орден святого Владимира 4-й степени.
Скончался в 1904 году после продолжительной болезни в своем имении Великая Русава.

## Семья
Был женат (с 18 апреля 1873 года, Висбаден) на Ольге Александровне Неверовской (1849— ?), дочери генерал-лейтенанта А. А. Неверского, их сыновья:
- Александр (1874—1935) — генерал-майор
- Николай (1883—1931) — негласный сотрудник ОГПУ, участник процесса по делу «Тактического центра».